# Núcleo híbrido

Estructura de núcleo monolítico, micronúcleo y núcleo híbrido.

En computación, un núcleo híbrido es un tipo de núcleo de un sistema operativo. Básicamente, es un micronúcleo que tienen algo de código «no esencial» en espacio de núcleo, para que este se ejecute más rápido de lo que lo haría si estuviera en espacio de usuario. 
Este fue un compromiso que muchos desarrolladores de los primeros sistemas operativos, con arquitectura basada en micronúcleo, adoptaron antes de que se mostrara que los micronúcleos pueden tener también muy buen rendimiento.
La mayoría de sistemas operativos modernos pertenecen a esta categoría, siendo el más popular Microsoft Windows. El núcleo de Mac OS X, XNU, también es un micronúcleo NO  modificado, debido a la inclusión de código del núcleo de FreeBSD en el núcleo basado en Mach. DragonFlyBSD es el primer sistema BSD que adopta una arquitectura de núcleo híbrido sin basarse en Mach.
Se tiende a confundir erróneamente a los núcleos híbridos con los núcleos monolíticos que pueden dinámicamente cargar módulos después del arranque. El concepto de núcleo híbrido se refiere a que el núcleo en cuestión usa mecanismos o conceptos de arquitectura tanto del diseño monolítico como del micronúcleo, específicamente el paso de mensajes y la migración de código «no esencial» hacia el espacio de usuario (manteniendo a su vez cierto código «no esencial» en el propio núcleo por razones de rendimiento).

## Ejemplos de SO con núcleos híbridos
- Microsoft Windows NT, usado en todos los sistemas que usan el código base de Windows NT
- XNU (usado en Mac OS X)
- DragonFlyBSD
- ReactOS